# Ecunha
Ecunha, também grafada como Ekunha, é uma cidade e município da província do Huambo, em Angola.
Tem 1 677 km² e cerca de 92 mil habitantes. O município da Ecunha localiza-se na parte central da província do Huambo tendo como limites a norte os municípios de Londuimbale e Bailundo, a leste o município de Huambo, a sul o município de Caála, e a oeste os municípios de Longonjo e Ucuma.
O município é constituído pela comuna-sede, correspondente à cidade de Ecunha, e pela comuna de Quipeio.
Forma com a cidade do Huambo e com a cidade de Caála uma grande área conurbada, a virtual Região Metropolitana do Huambo.

## Geografia
O município é habitado por três grupos étnicos, os huambos, bailundos e sambos, com pequenas comunidades de ganguelas e chócues.
O clima é do tipo temperado, com inverno seco e verão chuvoso com precipitação média anual na ordem dos 1.400mm e temperatura média anual é de 19,6°C. Os tipos de solos predominantes são os paraferralítico e ferralítico.

## Galeria

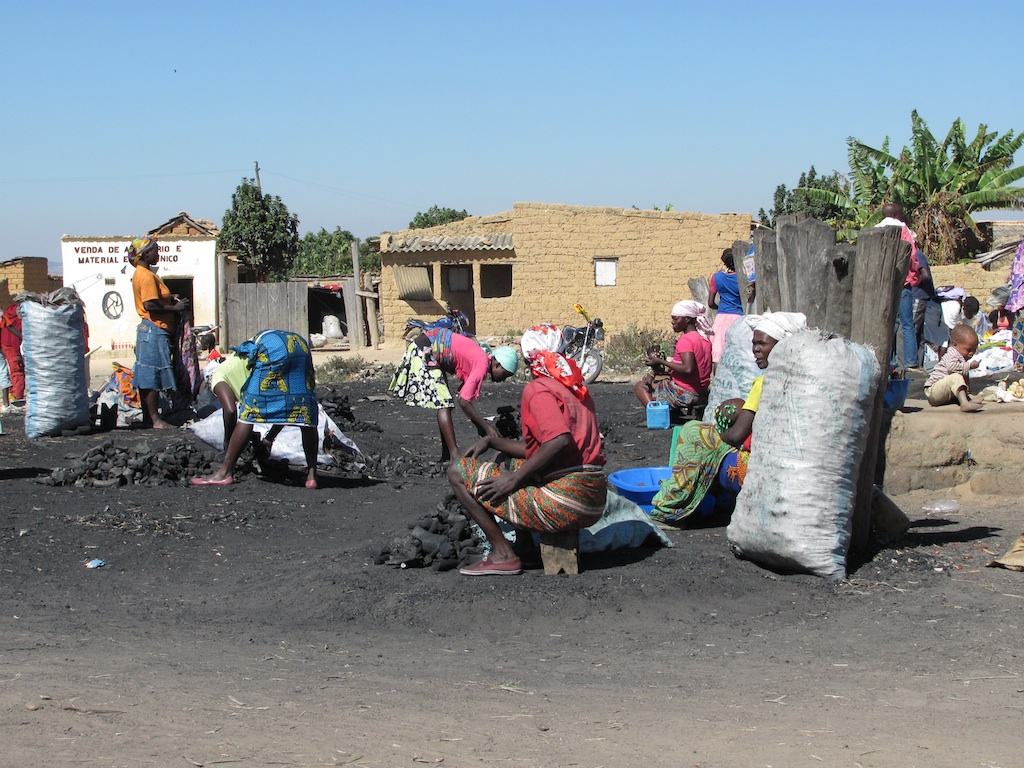
Cooperativa de operárias carvoeiras, em 2010.
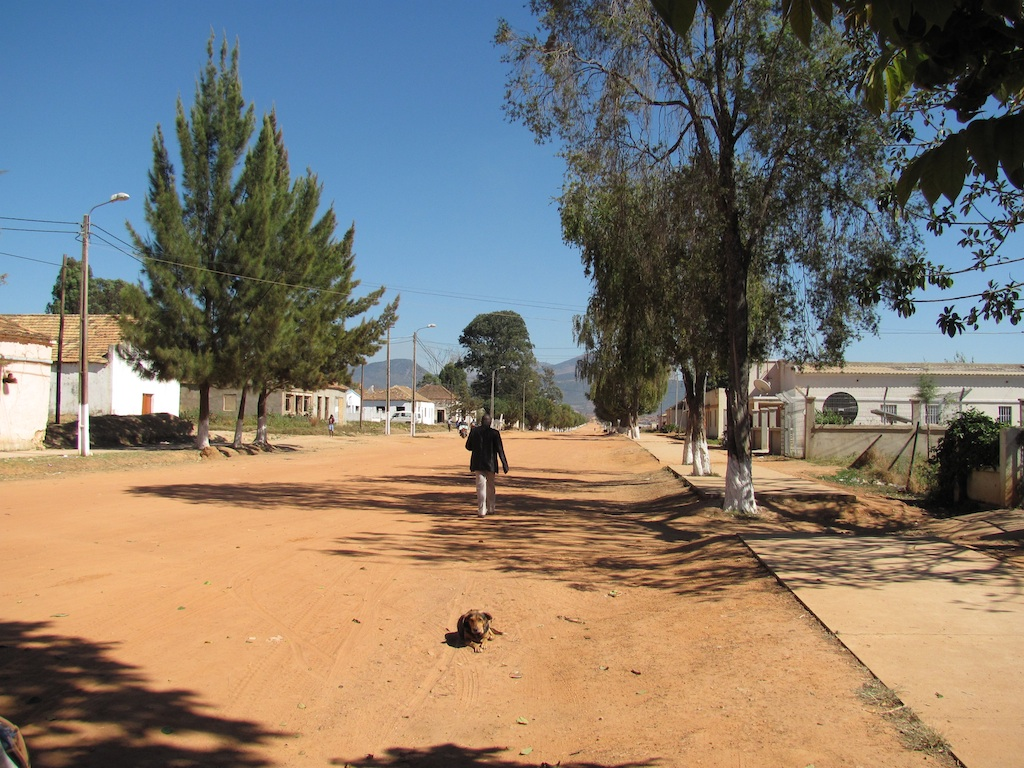
Aspecto de uma rua de Ecunha, em 2010.